# Râul Ror
Râul Ror este un curs de apă, afluent al râului Târnava Mică. 